# Nås finnmark
Nås finnmark utgör södra delen av gamla Nås socken i Västerdalarna, nu i Vansbro kommun. Den har av gammalt delats in i Östra, Västra och Södra finnmarken; södra delen bröts 1748 ut som Säfsnäs socken. 
Trakten fick fast befolkning av inflyttade finnar från omkring år 1640. Största byn är Närsen (Sormula på finska). Den finske forskaren Carl Axel Gottlund besökte trakten år 1817 och beskriver områdets folk och kultur i sin "Dagbok öfver dess Resor på Finnskogarne år 1817", som gavs ut på svenska första gången 1931.
. 